# Anonim Şirket
Die Anonim Şirket (abgekürzt A.Ş., auch Anonim Ortaklık) ist die Rechtsform einer türkischen Aktiengesellschaft.
Die Rechtspersönlichkeit der Aktiengesellschaft entsteht mit der Eintragung ins Handelsregister (Ticaret Sicili).
Die Rechtsform der A.Ş. ist zwingend für Banken, Versicherungen, Leasingunternehmen und Kapitalanlageunternehmen vorgeschrieben und wird insbesondere von den größeren türkischen Unternehmen genutzt.

## Das türkische Handels- und Gesellschaftsrecht
Das türkische Gesellschaftsrecht ist, abgesehen von der Einfachen Gesellschaft, den Vereinen und den Genossenschaften, in Art. 124 ff. des türkischen Handelsgesetzbuchs (Türk Ticaret Kanunu /TTK) geregelt.
Das heutige Handelsgesetzbuch trat am 1. Juli 2012 in Kraft und ersetzt das 1957 in Kraft getretene, von Ernst Eduard Hirsch entworfene alte Handelsgesetzbuch. Das Gesellschaftsrecht beruht auf dem Vorbild des fünften Buches des Schweizer Obligationenrechts.

## Gründung
Zur Gründung einer A.Ş. ist seit dem 1. Juli 2012 nur eine juristische oder natürliche Person erforderlich. Der als Satzung (tüzük, ana sözleşme) bezeichnete Gesellschaftsvertrag muss einen bestimmten Mindestinhalt wie persönliche Angaben der Gesellschafter, Gegenstand des Unternehmens, Handelsfirma und Sitz der Gesellschaft sowie Art und Höhe der Kapitaleinlagen aufweisen.
Das Grundkapital bei Unternehmensgründung (in Form von Geld oder Sachleistungen) muss mindestens 50.000 TL betragen. Sacheinlagen sind zulässig.
Der Notar spielt bei der Gründung keine wesentliche Rolle mehr, die Gründung erfolgt direkt über das Handelsregister bzw. das elektronische Handelsregistersystem Mersis.
Seit dem 1. Juli 2012 unterscheidet das Gesetz nicht mehr zwischen Einheits- und Stufengründung, sondern zwischen nicht registriertem und registriertem Kapitalsystem. Beim nicht registrierten Kapitalsystem entsteht eine „gewöhnliche“ Aktiengesellschaft, sie benötigt als Grundkapital mindestens 50.000 TL. Im „registrierten System“ muss das Stammkapital mindestens 100.000 TL betragen. Hier kann die AG bei der Kapitalmarktaufsicht (Sermaye Piyasası Kurulu) eine Kapitalobergrenze eintragen lassen, bis zu welcher der Vorstand die Kapitalerhöhung selbst vornehmen, also jederzeit auch Aktien ausgeben kann. Damit wird dem Bedürfnis entgegengekommen, auch bei fehlender Börsennotierung sich schnelles Kapital am Markt verschaffen zu können.
Bei der Bargründung müssen 25 % des Kapitals vor der Gründung eingezahlt werden, der Rest innerhalb von 24 Monaten. Eine Kapitalerhöhung setzt vollständige Einzahlung des Gründungskapitals voraus.
Rücklagenerfordernisse sind gesetzlich geregelt (20 %). Ein Anteil hat einen Wert von mindestens 1 KR (= 0,01 TL).
In der Satzung sind Gesellschaftszweck, Sitz, Kapital, Anteilsinhaber und Anteilsverhältnis, Regeln über die Einzahlung des Kapitals, Vorstand und Vertretungsverhältnisse, Revisionsstelle (nicht vergleichbar mit dem deutschen Aufsichtsrat!) und Gewinnverteilung zu regeln. Derzeit benötigen nur große Aktiengesellschaften eine Revisionsstelle. Einzelheiten hierzu, insbesondere zu den zwingenden Voraussetzungen ihrer Einrichtung, bestimmt der Präsident der Republik. Zuletzt hat er 2018 verfügt, dass Aktiengesellschaften mit bilanziellen Aktiva von mindestens 35 Millionen TL eine Revisionsstelle benötigen. Die Revisionsstelle muss aus einem geeigneten Berufsträger  bestehen (Wirtschaftsprüfer, Steuerberater). Sie wird durch die Generalversammlung gewählt und überwacht die Tätigkeit des Vorstandes in wirtschaftlicher Hinsicht. Sie hat indirekte Eingriffsmöglichkeiten (Antragsrechte bei Gericht). Die Revisionsstelle darf keinerlei Abhängigkeitsverhältnis und keine organschaftliche Beziehung zur AG haben.
Die Satzung kann, mit bestimmten Ausnahmen (wie Sitzverlegung ins Ausland, vollständige Änderung des Gesellschaftszwecks u. a.), mit einfacher Mehrheit geändert werden.
Die AG endet durch einstimmigen Gesellschafterbeschluss, Gerichtsbeschluss oder Konkurs (iflâs). Eine befristete Dauer der Aktiengesellschaft ist durch das Gesetz nicht vorgesehen.
Die Minderheitsrechte sind insoweit gestärkt worden, als eine qualifizierte Minderheit die Auflösung bei Vorliegen eines wichtigen Grundes erzwingen kann. Auch die Kontrollmöglichkeiten durch Minderheit sind mit dem neuen HGB gestärkt worden.
Die Übertragung von Aktien ist einfachschriftlich möglich, bedarf also weder eines Notars noch der Eintragung in das Handelsregister. Es ist ein Aktienbuch zu führen.

## Leitung
Die Leitung obliegt dem Vorstand (yönetim kurulu), der dem Schweizer Verwaltungsrat entspricht. Der Vorstand kann auch aus einer juristischen Person bestehen, welche dann einen Vertreter (temsilci) zu ernennen hat, der die Aufgaben des Vorstandes durchführt. Der Vorstand gibt sich eine eigene Geschäftsordnung, er kann Aufgaben auf Geschäftsführer (müdür) delegieren. Es können auch ein oder mehrere Prokuristen (ticari temsilci) bestellt werden.

## Beendigung
Wird die AG beendet, schließt das Liquidationsverfahren an. Der Ausschluss oder auch nur eigene Ausstieg eines Gesellschafters ist auf Antrag durch Gerichtsbeschluss möglich. Schließlich kann die Gesellschaft auch nach Durchführung eines Konkursverfahrens, das auch durch Gläubiger in die Wege geleitet werden kann, durch Liquidation beendet werden. Im Gesellschaftervertrag können auch bestimmte Verfahren der Auseinandersetzung vereinbart werden.
Die ordentliche Liquidation einer türkischen Kapitalgesellschaft dauert mindestens sechs Monate (Anmeldefrist für Forderungen). Sie endet, wenn der Schlussbericht keinerlei Außenstände und die Beendigung aller möglicherweise laufenden Gerichtsverfahren aufweist, aufgrund eines beim Handelsregister zu stellenden Löschungsantrags. Durchgeführt wird die Liquidation durch einen oder mehrere Liquidatoren, die durch die Gesellschafterversammlung bestellt werden.

## Haftung
Für Verbindlichkeiten haftet die A.Ş. mit ihrem Geschäftsvermögen; die Haftung der Anteilseigner ist auf ihren nominalen Aktienanteil beschränkt.
Eine Besonderheit des türkischen Rechts besteht in der Haftung von Vorstand/Geschäftsführer für öffentliche Forderungen wie Steuern und Sozialabgaben. Die Haftung ist nicht beschränkt. Die Haftung für öffentliche Forderungen trifft, anders als bei der GmbH, aber nicht die Aktionäre.
Die Haftung wird in der Regel in der Insolvenz relevant. Allerdings kann das Finanzamt bei beharrlicher Nichtzahlung von Steuern schon während der noch laufenden Gesellschaft mbH Pfändungen ausbringen. Hierfür kann dann wiederum durch die betroffenen Gesellschafter der Geschäftsführer haftbar gemacht werden. Die Haftungsregelungen gegen Gesellschafter gelten nicht für die Aktiengesellschaft.
Vorstand und Geschäftsführer haften für ihre Verfehlungen gegenüber der Gesellschaft. Darüber hinaus haften sie u. U. Dritten gegenüber wegen unerlaubter Handlungen. Ist die unerlaubte Handlung auch der Gesellschaft zuzurechnen, haften Vorstand/Geschäftsführer gesamtschuldnerisch mit der Gesellschaft.

## Umwandlung, Fusion und Spaltung

### Umwandlung
Bei der Umwandlung (tür değiştirme) geht es um einen Formwechsel. Die Umwandlung wird ähnlich wie die Gründung eines Unternehmens in der neuen Form behandelt. Die Geschäftsleitung hat eine Zwischenbilanz, einen Umwandlungsplan und einen Umwandlungsbericht zu erstellen. Stimmrechte und Rechte am Ertrag sollen erhalten bleiben; ist dies nicht möglich – etwa wenn Vorzugsaktien in normale Geschäftsanteile übergehen –, ist eine Abfindung zu bezahlen.

### Fusion
Es gibt zwei grundlegende Formen der Fusion (birleşme):
- Verschmelzung: zwei oder mehr Unternehmen gehen in einem neuen Unternehmen auf.
- Übernahme: ein Unternehmen übernimmt das andere mit sämtlichen Aktiva und Passiva. Das übernommene Unternehmen wird im Handelsregister gelöscht.

In beiden Fällen entsteht eine neue Vermögensgesamtheit, die für alle Verbindlichkeiten der früheren Gesellschaften haftet und in deren Forderungen eintritt. Übernahme und Verschmelzung können auch mit einem Formwandel verbunden werden, die GmbH also in die AG oder umgekehrt umgewandelt werden. Auch Personengesellschaften und Genossenschaften können mit Kapitalgesellschaften verschmolzen oder in solche umgewandelt werden. Im Zusammenhang mit diesen Vorgängen können Gesellschafter ausscheiden, ggf. können auch Abfindungen für ausscheidende Gesellschafter vorgesehen werden. Es ist darauf zu achten, dass ein unterkapitalisiertes Unternehmen nur dann übernommen werden kann, wenn die übernehmende Gesellschaft für die Kapitalisierung Sorge trägt.

### Spaltung
Bei der vollständigen Aufspaltung (bölünme) wird das gesamte Vermögen der Gesellschaft aufgeteilt und auf mindestens zwei andere Gesellschaften übertragen. Die aufgespaltene Gesellschaft wird liquidiert.
Bei der teilweisen Aufspaltung beschränkt sich der beschriebene Vorgang auf einzelne Teile der Gesellschaft, die in einer anderen Gesellschaft aufgenommen werden. Die aufgespaltene Gesellschaft überlebt. Bei der aufgespaltenen Gesellschaft verringert sich entsprechend das Kapital, während es sich bei der übernehmenden Gesellschaft entsprechend erhöht. Es müssen Zwischen- bzw. Gründungsbilanzen errichtet werden. Es wird ein Aufspaltungsplan errichtet. Die übernehmende und die aufspaltende Gesellschaft haben einen Übernahmevertrag abzuschließen. Ferner ist ein Aufspaltungsbericht zu erstellen.

## Steuern
Gesellschafter und Geschäftsführer müssen in der Türkei eine Steuernummer beantragen. Des Weiteren überprüfen die Finanzbehörden im Zuge der Gründung, ob ein funktionstüchtiges Geschäftslokal zur Verfügung steht. Damit ist die Gründung von Briefkastenfirmen ausgeschlossen.
Die Körperschaftsteuer beträgt von Gesetzes wegen 20 % des Gewinns, kann erhöht werden (derzeit 22 %). Hinzu kommen schwankende Sonderabgaben – meist als Fondsabgaben –, die den Steueraufwand geringfügig erhöhen. Weitere Steuerarten, die Gesellschaften betreffen können, sind die Grund- und Immobiliensteuer, Stempelsteuer, Umsatz- und Mehrwertsteuer, Sonderverbrauchssteuer, Anzeige- und Reklamesteuer, Abgaben auf Gesellschafterdarlehen und Umweltabgaben. Zu achten ist auf Vorauszahlungsverpflichtungen bei der Einkommensteuer bzw. Körperschaftsteuer. Eine „Gewerbesteuer“ gibt es in der Türkei nicht. In der Summe ist die Steuerbelastung für türkische Kapitalgesellschaften geringer als in Deutschland (max. 25 %, in Deutschland mehr als 30 %).
Der steuerrechtlich maßgebliche Gewinn wird nach Abzug aller dem Gesellschaftszweck entsprechenden Ausgaben ermittelt. Verzugszinsen sind nicht abzugsfähig.